# Jeronimas Kraujelis
Jeronimas Kraujelis (ur. 16 lutego 1938 w Šlekiai w rejonie poniewieskim, zm. 31 marca 2019 w Wilnie) – litewski agronom, ekonomista, polityk, minister rolnictwa w latach 2001–2004.

## Życiorys
W 1962 ukończył studia w Litewskiej Akademii Rolniczej i uzyskał specjalność agronoma.
Po ukończeniu studiów pracował jako główny agronom w kołchozie Meškalaukis w rejonie poswolskim. W latach 1964–1968 kierował wydziałem planowania i finansów w zarządzie gospodarki rolnej w Poswolu. Od 1969 do 1985 był naczelnikiem zarządu płac, planowania i ekonomiki w ministerstwie rolnictwa. W latach 1986–1988 pełnił funkcje zastępcy naczelnika i naczelnika głównego zarządu ekonomicznego w państwowym komitecie rolno-przemysłowym. W 1989 został zastępcą ministra rolnictwa ds. ekonomicznych.
Od 1992 pełnił funkcję generalnego dyrektora i prezesa Litewskiego Stowarzyszenia Spółdzielni Rolniczych. W wyborach do Sejmu w 2000 uzyskał mandat poselski jako kandydat Nowego Związku. Przez rok stał na czele sejmowej komisji ds. wsi. 3 października 2001 otrzymał nominację na stanowisko ministra rolnictwa w rządzie Algirdasa Brazauskasa. Funkcję pełnił do grudnia 2004.
Po odejściu ze stanowiska ministra i zakończeniu kadencji poselskiej powrócił do pracy na stanowisku prezesa Litewskiego Stowarzyszenia Spółdzielni Rolniczych.